# Rio Frumoasa (Bahlui)
O Rio Frumoasa é um rio da Romênia, afluente do Valea Locei, localizado no distrito de Iaşi.